# Ударен кратер
Ударният кратер е кръгло или овално понижение на повърхността на планета, естествен спътник, астероид или друго небесно тяло, възникнало при сблъсък с по-малък обект. Ударните кратери на повърхността на Земята са трудно различими, поради действието на ерозията, отлагането на седименти и вулканичната активност. При други небесни тела, например спътника Калисто, подобна роля играе образуването на нова кора. Въпреки това на Земята са идентифицирани повече от 150 големи ударни кратера.